# Fons Valencià per la Solidaritat
El Fons Valencià per la Solidaritat és una associació sense ànim de lucre formada l'any 1992 per ajuntaments i mancomunitats de municipis valencians que destinen una part del seu pressupost a finançar accions de cooperació al desenvolupament i de Solidaritat amb els pobles dels països més desfavorits i que treballen conjunta i coordinadament la cooperació municipalista al desenvolupament. Gestiona de forma conjunta els recursos econòmics aportats per les institucions associades per a contribuir al desenvolupament dels països empobrits i per sensibilitzar la societat dels problemes que pateixen els països del Sud des de l'àmbit local. L'any 2017 el Fons Valencià per la Solidaritat el formaven 99 ajuntaments i 9 mancomunitats.